# Masao Koga
Masao Koga (kanji:古賀 政男 Koga Masao?) (18 de noviembre de 1904 - 25 de julio de 1978) fue un compositor y guitarrista japonés, conocido por crear melodías de difusión mundial y por ser pionero de la música popular de Japón. Fue una figura notable por haber creado el género enka, razón por la cual Koga se consideraba como un compositor ryūkōka. Compuso numerosas canciones para Ichiro Fujiyama y Hibari Misora, y su música ha sido usada en varias películas, incluyendo Bienvenido al paraíso y Memorias de una geisha. Presidió la Sociedad Japonesa de Derechos de los Autores, Compositores y Editores desde 1964 a 1978. En Shibuya se ha erigido un museo en su memoria y los visitantes del Museo de Música Koga Masao (古賀政男音楽博物館 Koga Masao Ongaku Hakubutsukan?) pueden ver allí exhibiciones y elementos relacionados con su vida y obra.